# Emily Neves
Emily Marie Neves es una actriz, guionista y directora de doblaje estadounidense quien actualmente reside en New York City, New York. En el año 2005, ella era una contendiente preliminar para la cuarta temporada de American Idol en las audiciones de Las Vegas, donde avanzó a la ronda de Hollywood y luego fue eliminada. Ella es una actriz residente en el Teatro Callejón en Houston, y una actriz de voz para de FUNimation/Sentai Filmworks/Seraphim Digital, en esta última también dirige las voces y fue la primera escritora de guiones de ADR.

## Filmografía
Los papeles en los que participó como protagonista están en negrita:

### Series de anime
- AKB0048 como Chieri Sono
- Angel Beats! como Kanade Tachibana, Hitomi (episodio 12)
- Another como Takako Sugiura
- Appleseed XIII como Hitomi, Pollux
- Battle Girls: Time Paradox como Akechi Mitsuhide
- Bodacious Space Pirates como Rin Lambretta, Ursula Abramov
- The Book of Bantorra como Kyasario Totoni
- Broken Blade como Sigyn Erster
- Brynhildr in the Darkness - Kazumi Schlierenzauer[6]
- Canaan como Hakko
- Hoshi wo Ou Kodomo como Mana
- Clannad como Kotomi Ichinose
- Colorful como Hiroka Kuwabara
- Daimidaler the Sound Robot como Kyoko[7]
- Devil Survivor 2: The Animation como Hibiki Kuze (Young)
- Dog & Scissors como Himehagi Momiji[8]
- Dream Eater Merry como Mei Hoshino
- Dusk Maiden of Amnesia como Yuko Kanoe
- Eureka Seven: AO como Sophia C. Friday (OVA)
- From the New World como Saki Watanabe
- Future Diary como Minene Uryuu (episodio 9)
- Girls und Panzer como Nozomi Konparu/Pazomi, Kei
- Grave of the Fireflies como Setsuko (doblaje en Sentai Filmworks)
- Guilty Crown como Ayase Shinomiya
- The Guin Saga como Rinda
- Hakkenden: Eight Dogs of the East como Hamaji
- Halo Legends como Spartan/CAL-141 (The Babysitter)
- Highschool of the Dead como Yuuki Miku, voces adicionales
- Hiiro no Kakera como Tamaki Kasuga
- Kyōkai Senjō no Horizon como P-01s/Horizon Ariadust[9]
- Kyōkai Senjō no Horizon II como P-01s/Horizon Ariadust[10]
- ICE como Hitomi Landsknecht
- Intrigue in the Bakumatsu - Irohanihoheto como Yuyama Kakunojo
- Is This a Zombie? of the Dead como Eucliwood Hellscythe (voz de fantasía, episodio 11, OVA)
- Kiba como Lucia
- Kokoro Connect como Yui Kiriyama
- Legends of the Dark King como Reina
- Log Horizon como Lenissa Erhart Cowen, Mischa
- Love, Chunibyo & Other Delusions como Kumin Tsuyuri
- MM! como Arashiko Yuno
- Maid Sama! - Minako Ayuzawa, Additional Voices
- Majestic Prince como Lutiel
- Majikoi! como Oh! Samurai Girls como Yukie Mayuzumi, Matsukaze
- Maria Holic Alive como Miki Miyamae
- Nakaimo - My Sister is Among Them! como Mana Tendou
- Needless como Primaria
- Nyan Koi! como Kotone Kirishima
- Penguindrum como Ringo Oginome
- Phi Brain: Puzzle of God como Mirzeka (segunda temporada)
- Princess Resurrection como Reiri Kamura
- Rozen Maiden Zurücksplen como Megu Kakizaki[11]
- Samurai Girls como Jubei Yagyu
- Say "I Love You". como Megumi Kitagawa
- Short Peace como Shika (Gambo), Meisa (Opening)
- Starship Troopers: Invasion como Trig
- Sunday Without God - Ulla Eulesse Hecmatika
- Tenchi Muyo! War on Geminar como Morga
- Towa no Quon como Kiri
- Un-Go como Inga
- WataMote como Yū Naruse
- Xam'd Lost Memories como Azami, Hakobe, Nazuna

## Créditos de producción

### Directora de doblaje
- Dog & Scissors[8]
- Love, Chunibyo & Other Delusions
- Maid Sama! (acreditada como Emily Love)
- Problem Children are Coming from Another World, aren't they? (Asistente del director)
- Rozen Maiden: Zurückspulen[11]
- WataMote (acreditada como Emily Love)

### Adaptación de escenas
- Yona of the Dawn